# Angelina Gatell Comas
Angelina Gatell Comas (Barcelona, 8 de juny de 1926 - Madrid, 7 de gener de 2017) va ser una poeta, traductora, actriu de doblatge i activista per la defensa de diverses causes tan polítiques com a socials i culturals.

## Biografia
Segons les seves paraules, va néixer en una família pobra i combativa. El seu pare era adober i va patir el tancament empresarial a l'inici de la Segona República Espanyola. Van haver de deixar casa seva a Barcelona i mudar-se a Santa Coloma de Gramenet on Angelina va estudiar al Col·legi Pi i Margall i l'Escola Manent. Va créixer en temps de guerra i postguerra al Vallès, on amb ulls de nena va veure la fugida dels que emprenien el camí de l'exili. A València, on s'havia traslladat amb la seva família el 1941, va col·laborar amb el Socors Roig Internacional amb 17 anys. Va continuar estudiant el Batxillerat, però va haver de deixar els estudis quan el seu pare va patir un ictus.
A la València de la postguerra van tenir lloc els seus primers contactes amb el món cultural, al voltant de la tertúlia del cafè El Gato Negro, a la qual acudien els germans Gaos, José Hierro, el pintor Ricardo Zamorano, els poetes José Luis Hidalgo i Maria Beneyto, els germans García Luengo i Pedro Caba, entre d'altres, coneguts gràcies a la revista Corcel.
Els seus primers treballs van ser com a actriu. A València va conèixer Amparo Reyes, qui la va contractar per representar peces de teatre clàssic a la serra de Guadarrama, com els Entremesos de Cervantes. Així es va anar fent professional a teatres petits de València. Finalment, va fundar el 1952 amb Eduardo Sánchez Lázaro, el seu marit, El Paraíso; un dels primers teatres de cambra d'Espanya. Amb Eduardo va tenir tres fills, Eduardo, María del Mar i Miguel Sánchez Gatell. El 1954 va obtenir el Premi València pel seu llibre Poema del soldado. Va publicar en aquest període poemes en revistes poètiques, com Verbo i La canya grisa.
El 1958 es va traslladar amb la seva família a Madrid, on va formar part dels cercles literaris i culturals; va assistir a la tertúlia de Gerardo Diego al Cafè Gijón, va visitar amb freqüència Vicente Aleixandre a casa seva a Velintònia i va participar en la tertúlia de José Hierro a l'Ateneu de Madrid, que es va interrompre per problemes amb la censura. Per això Angelina, José Hierro, Aurora de Albornoz i José Gerardo Manrique de Lara van iniciar la tertúlia literària Plaça Major a Madrid, en què van participar importants novel·listes, poetes, dramaturgs i crítics com Carmen Conde, Félix Grande, Francisco Brines, Luis Rosales, Antonio Buero Vallejo, Àngel González, Gerardo Diego, Àngela Figuera Aymerich i Vicente Gaos. En aquesta època va exercir la crítica literària en revistes com Poesia Espanyola, Quaderns Hispanoamericans, i més endavant a la revista El Urogallo.
A Madrid va començar a treballar per a Televisió Espanyola com a actriu, guionista i dobladora. Va signar una carta juntament amb altres intel·lectuals al ministre Manuel Fraga, protestant per la repressió patida pels miners asturians i els seus familiars el 1963. Un alt càrrec del Ministeri que li va suggerir que es retractés, però Angelina es va negar. A l'any següent, TVE va acceptar el guió de la biografia novel·lada sobre Marie Curie que havia escrit; però a l'últim moment se'n va suspendre l'emissió. L'emetrien l'any següent amb el nom d'un altre guionista. Per això es va enfrontar amb el llavors responsable de programació, Adolfo Suárez. Angelina va aconseguir que Televisió Espanyola rectifiqués l'autoria i va cobrar els seus drets, però no va tornar a treballar per a TVE.
Va ser contractada per uns estudis de doblatge Sago i Oro Films i es va dedicar al doblatge com a actriu, directora i adaptadora de diàlegs. També va treballar en altres sèries com Marco o Hi havia una vegada... l'home.
Molt compromesa políticament, va ser militant del Partit Socialista Obrer Espanyol fins a la seva mort. També va col·laborar amb el Partit Comunista d'Espanya amb l'elaboració d'una Antologia “Amb Vietnam” al voltant de la condemna de la guerra del Vietnam. La va acabar el 1968, però va ser censurada i no va veure la llum fins que el professor Julio Neira la va trobar a l'Arxiu General de l' Administració (Alcalá de Henares) i va ser publicada per l'editorial Visor el 2016. La seva faceta d'antòloga la va desenvolupar també realitzant juntament amb Carmen Conde, l'obra Poesia femenina espanyola 1950-1960, que va ser publicada el 1971. I molts anys més tard, el 2006, amb Dona que sóc. La veu femenina a la poesia social i testimonial dels 50 publicada per l'editorial Bartleby.
Va estar més de trenta anys sense publicar poesia fins que ho va tornar a fer de la mà de Manuel Rico i l'editorial Bartleby. Però mai no va deixar d'escriure, aquell temps va ser de silenci públic però d'intensa creació i dedicació a l'escriptura.